# Улица Дружбы (Москва)
Улица Дру́жбы — улица в Западном административном округе города Москвы между Университетским и Ломоносовским проспектами. Проходит параллельно Мичуринскому проспекту.
Нумерация домов ведётся от Университетского проспекта.

## Происхождение названия
Названа 18 августа 1958 года «в честь дружбы советского народа с народами социалистических стран».

## История
Улица возникла в 1958—1959 годах при планировке и застройке кварталов № 3 и 4 Юго-Западного района.
«Кварталы № 3 и 4 выходят на Мичуринский проспект и параллельный ему с запада проспект, не имеющий пока названия… В кварталах начинается строительство китайского посольства. О строительстве в кварталах № 3 и 4 известно следующее: их архитектурный ансамбль, кроме нескольких служебных корпусов, жилых зданий и гостиницы, будет иметь тенистый парк с террасами, водоёмами, искусственными холмами и беседками. В этом парке, создаваемом в духе своеобразной китайской садово-парковой архитектуры, посадят деревья и кустарники, привезённые из Китая. Строительство этих кварталов будет окончено к октябрю 1959 г. — 10-й годовщине народного Китая».
В 1961—1962 годах по улице проходил автобусный маршрут № 23. Вдоль всей нечётной стороны улицы тянется «Парк Дружбы».

## Примечательные здания и сооружения

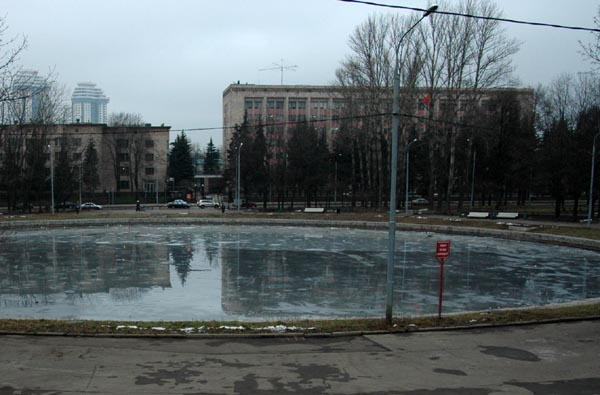
Пруд в парке рядом с китайским посольством (на заднем плане)

### по чётной стороне
- № 6 — здания посольства Китая. Главное здание облицовано светлой керамикой, отделано алюминиевыми профилями.
- На улице расположен «парк Дружбы» который является объектом культурного наследия регионального значения (памятник истории и культуры). Архитектор парка — Милица Прохорова
- На входе в «парк Дружбы» находится памятник Махатма Ганди.

## Транспорт
Маршруты городского транспорта по улице не проходят.